# Горсков, Владимир Калистратович
Влади́мир Калистра́тович Горско́в (24 января 1921, с. Дурникино, Саратовская губерния — 1985, Липецк) — советский хозяйственный руководитель, директор липецкого металлургического завода «Свободный сокол» (1962—1982).

## Биография
В. К. Горсков родился 24 января 1921 года в селе Дурникино (ныне — Подгорное, Романовский район Саратовской области) в крестьянской семье. После окончания школы в 1939 году поступил в Сталинский индустриальный институт, но в 1941 ушёл добровольцем на фронт. После ранения был демобилизован и продолжал учёбу в Свердловске в Уральском индустриальном институте, который окончил в 1945 году и далее работал в Липецке на заводе «Свободный сокол».
С 1950 по 1953 находился в командировке в ГДР. С 1953 — на ответственных должностях в партийных и хозяйственных органах Липецка.
В 1962 году В. К. Горсков назначен директором металлургического завода «Свободный сокол», одного из крупнейших предприятий Липецка. Под его руководством завод значительно увеличил объёмы производства, расширил сортамент выпускаемой продукции, произвёл реконструкцию производственных мощностей. Большое развитие получили социальные объекты сокольского посёлка города Липецка: массово велось жилищное строительство, возводились объекты здравоохранения, образования, спорта, торговли. Произведена газификация жилого фонда посёлка.
За годы руководства В. К. Горсковым завод стал одним из лучших среди металлургических предприятий страны, что неоднократно отмечалось Советом Министров СССР. В 1976 году указом Верховного Совета СССР завод «Свободный сокол» награждён орденом Трудового Красного Знамени.

## Награды
- Орден Октябрьской Революции
- Орден Трудового Красного Знамени
- Орден «Знак Почёта»
- Орден Славы
- медали

## Увековечение памяти
24 мая 2011 года решением депутатов Липецкого городского Совета по предложению совета ветеранов ОАО «Свободный сокол» именем В. К. Горскова названа площадь в Липецке.